# Paragoniochernes lamellatus
Espèce
Synonymes
- Chelifer lamellatus Tullgren, 1907

Paragoniochernes lamellatus est une espèce de pseudoscorpions de la famille des Withiidae.

## Distribution
Cette espèce est endémique de l'État-Libre en Afrique du Sud. Elle se rencontre vers Van Reenen.

## Publication originale
- Tullgren, 1907 : Chelonethiden aus Natal und Zululand. Zoologiska studier tillägnade Professor T. Tullberg, Uppsala, p. 216-236.